# Horní Beřkovice
Horní Beřkovice (en allemand : Ober Berschkowitz) est une commune du district de Litoměřice, dans la région d'Ústí nad Labem, en Tchéquie. Sa population s'élevait à 952 habitants en 2021.

## Géographie
Horní Beřkovice se trouve à 10 km au sud-est de Roudnice nad Labem, à 26 km au sud-est de Litoměřice, à 40 km au sud-est d'Ústí nad Labem et à 33 km au nord de Prague.
Située au sud-est de la région d'Usti nad Labem, la commune est limitée par Kostomlaty pod Řípem au nord-ouest et au nord, par Cítov à l'est, par Spomyšl et Jeviněves au sud, et par Černouček à l'ouest.

## Histoire
La première mention écrite du village date de 1344.

## Galerie
Château de Horní Beřkovice

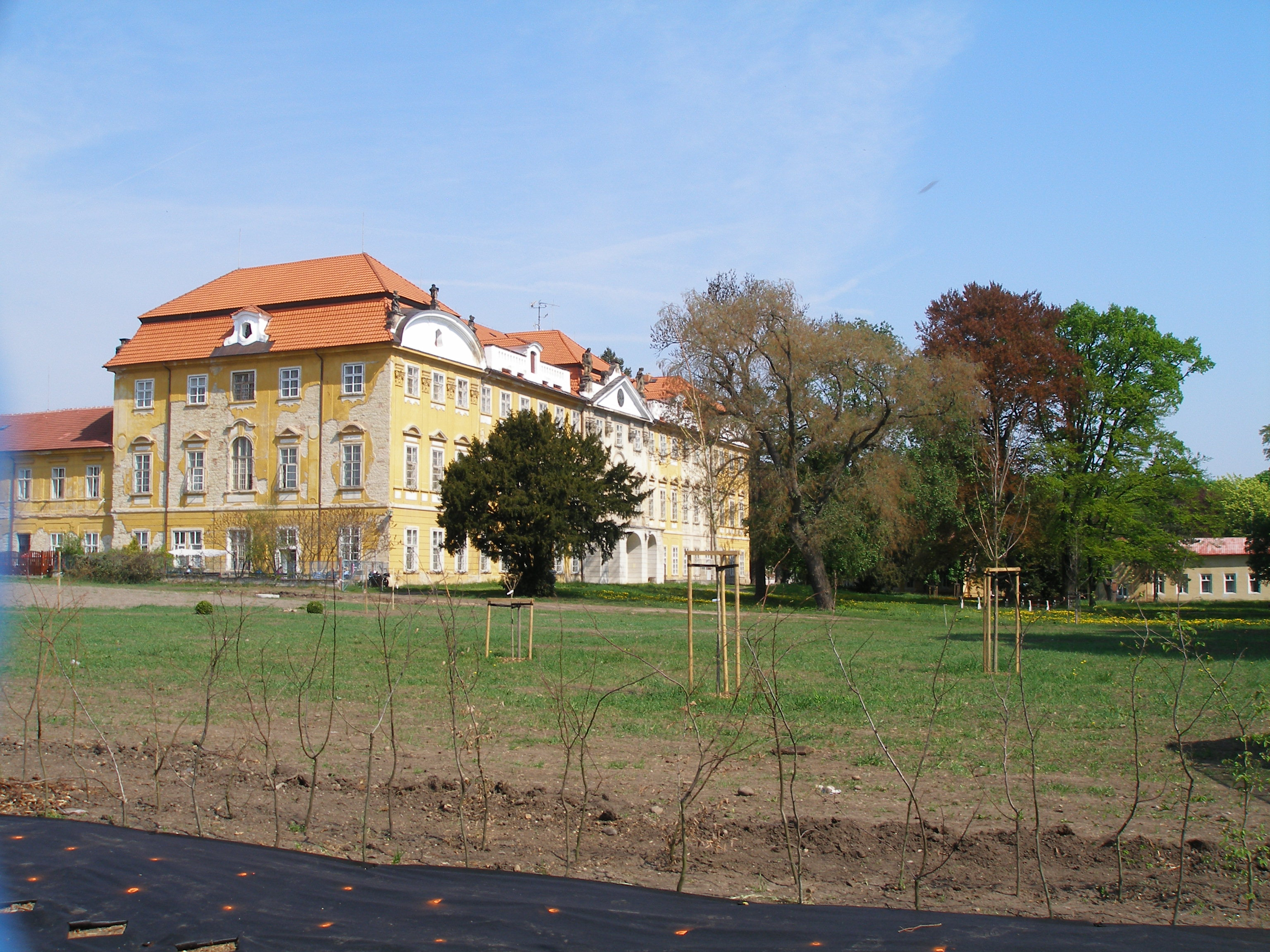
Le parc du château.
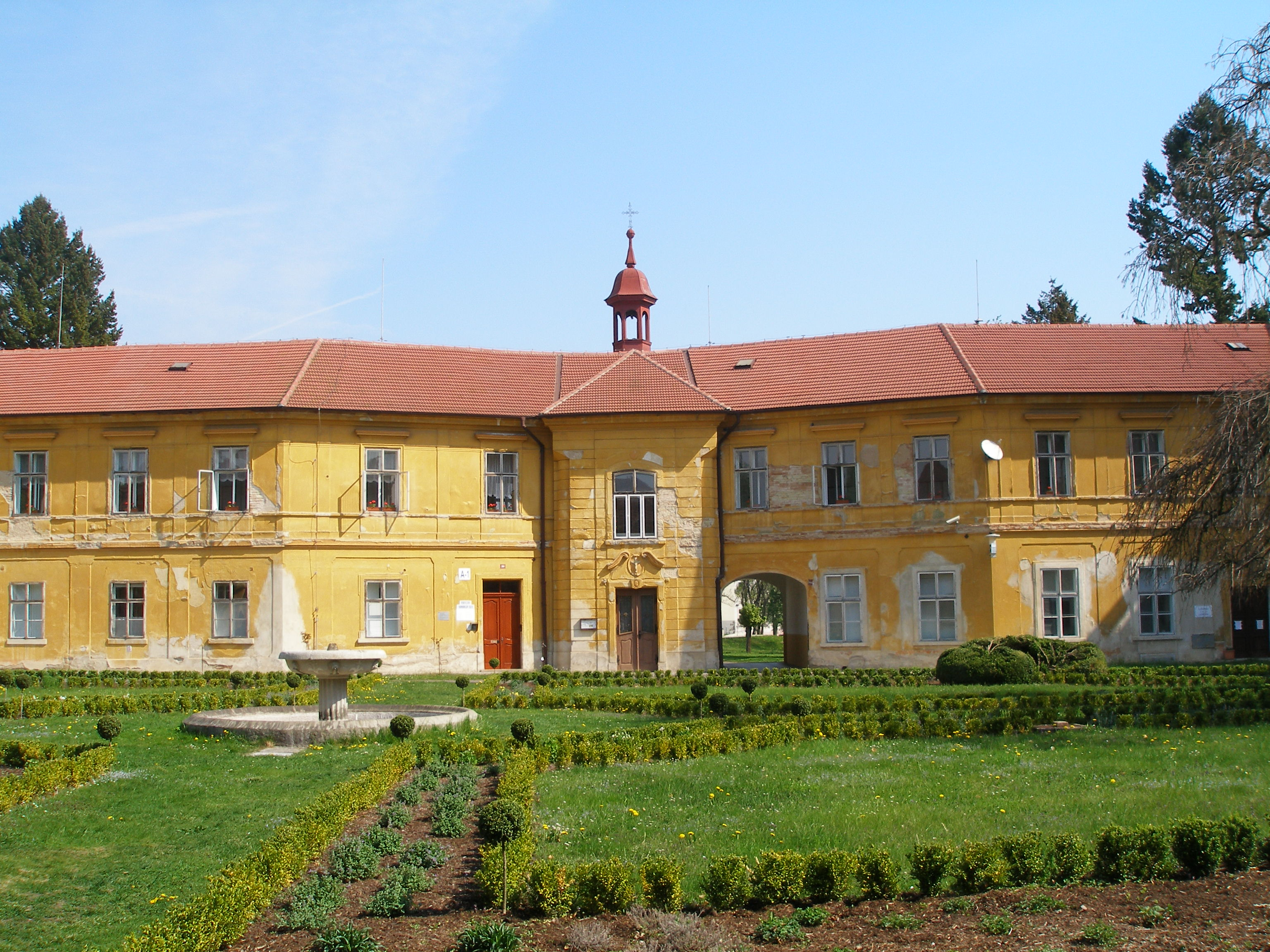
La cour nord.

## Transports
Par la route, Horní Beřkovice se trouve à 32 km de Litoměřice, à 42 km de Prague, à 56 km d'Ústí nad Labem.